# Fun (musikgrupp)
Fun (ofta stiliserat som fun.) är ett amerikanskt indiepopband från New York som är grundat av Nate Ruess, tidigare medlem i The Format. Efter upplösningen av The Format 2008 bildade Ruess Fun med Andrew Dost och Jack Antonoff från Anathallo respektive Steel Train. Fun har släppt två album: debutalbumet Aim and Ignite 2009 och Some Nights i februari 2012.

## Medlemmar
Ordinarie medlemmar
- Jack Antonoff – sång, sologitarr, trummor, piano (2008–)
- Andrew Dost – piano, gitarr, keyboard, flygelhorn, trumpet, glockenspiel, sång, trummor, basgitarr (2008–)
- Nate Ruess – sång, sampler (2008–)

Turnerande medlemmar
- Nate Harold – basgitarr (2009–)
- Emily Moore – gitarr, sång, keyboard, saxofon, maracas (2009–)
- Will Noon – trummor (2011–)
- Jonathan "Jonny Thunder" Goldstein – trummor (2008–2010)
- Maggie Malyn – violin (2008)
- Am Wheeldon – basgitarr (2008)
- Ryan Mann Jr. – basgitarr (2009)
- Lee Wilkinson – gitarr (2009)
- Alex Townley – gitarr (2010–2011)
- Ian Hare – basgitarr (2010)
- Liam O'Keefe – gitarr (2010)
- Ryan Mann – basgitarr (2011)
- Rob Kroehler – gitarr (2008–2010)
- Michael Newstead – basgitarr (2010)

## Diskografi

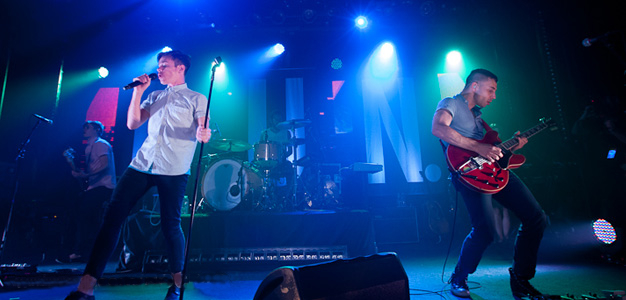
fun. live 2012.

### Album
- 2009 – Aim and Ignite
- 2012 – Some Nights

### EP
- 2010 – Live at Fingerprints
- 2013 – iTunes Session

### Singlar
- 2009 – "At Least I'm Not as Sad (As I Used to Be)"
- 2009 – "All the Pretty Girls"
- 2010 – "Believe in Me"
- 2010 – "Walking the Dog"
- 2011 – "C'mon" (tillsammans med Panic! at the Disco)
- 2011 – "We Are Young" (med Janelle Monáe)
- 2012 – "Some Nights"
- 2012 – "Carry On"
- 2013 – "Why Am I the One"
- 2014 – ”Sight Of The Sun”